# Studia Arabistyczne i Islamistyczne
Studia Arabistyczne i Islamistyczne – publikacja periodyczna, wydawana co roku przez Katedrę Arabistyki i Islamistyki Uniwersytetu Warszawskiego, w nakładzie 150 egzemplarzy. Komitet redakcyjny tworzą Janusz Danecki (redaktor naczelny), Marek M. Dziekan (sekretarz redakcji), Hassan Ali Jamsheer oraz Elżbieta Górska. Do komitetu redakcyjnego należał Jerzy Hauziński.
Pierwszy numer ukazał się w roku 1993, a ostatni jak dotychczas – 14 numer, w roku 2011. W wyniku kłopotów finansowych, wtedy jeszcze Instytutu Orientalistycznego UW, czasopismo kilka razy nie pojawiło się w określonym roku. Jest dostępne w bibliotekach polskich uniwersytetów, a także na wielu zagranicznych uniwersytetach, które otrzymują je za darmo od Katedry Arabistyki i Islamistyki UW w ramach współpracy naukowej i międzyuczelnianej.
W „Studiach Arabistycznych i Islamistycznych” publikuje się artykuły i recenzje obcojęzyczne dotyczące islamu i świata arabskiego, oraz bibliografię związaną z publikacjami polskimi z zakresu arabistyki i islamistyki. Znajdują się tam także przekłady tekstów arabskich. W numerze 10 (2002) dostępny jest spis wszystkich dotychczasowych artykułów i recenzji zamieszczonych w czasopiśmie.  Ich autorami są polscy arabiści.

## Studia Arabistyczne i Islamistyczne. Monografie
W 2013 roku został wydany pierwszy tom z serii Studia Arabistyczne i Islamistyczne. Monografie/Arabic and Islamic Studies. Monographs, która uzyskała oddzielny od czasopisma Studia Arabistyczne i Islamistyczne ISSN 2299-9132, a każdy tom dodatkowo otrzymuje własny ISBN. Redaktorem serii jest Janusz Danecki. 
Dotychczas w serii Studia Arabistyczne i Islamistyczne. Monografie  ukazały się:
1. Maciej Klimiuk, Phonetics and Phonology of Damascus Arabic, Warsaw 2013, 137 s. ISBN 978-83-903188-5-1
2. Katarzyna Górak-Sosnowska, Deconstructing Islamophobia in Poland, Warsaw 2014, 128 s. ISBN 978-83-936280-8-7
3. Andrzej K. Waśkiewicz – miejsca odwiedzane, Warszawa 2015, 223 s. ISBN 978-83-903188-9-9
4. Kobieta w literaturze i kulturze Egiptu, Katarzyna Pachniak (red.), Warszawa 2016, 232 s. ISBN 978-83-944120-0-5
5. Marcin Gudajczyk, Procedura karna w Królestwie Arabii Saudyjskiej, Warszawa 2020, 142 s. ISBN 978-83-944120-6-7
6. Adam Nieuważny, Civil Status Documents from Harar under Egyptian Administration 1875–1885, Warszawa 2021, 87 s. ISBN 978-83-954430-8-4